# Округ Вајтфилд (Џорџија)
Вајтфилд (енгл. Whitfield County) је округ у америчкој савезној држави Џорџија.

## Демографија
По попису из 2010. године број становника је 102.599, што је 19.074 (22,8%) становника више него 2000. године.
| Група             | 2000.          | 2010.          |
| Белци             | 60.338 (72,2%) | 63.818 (62,2%) |
| Афроамериканци    | 3.214 (3,8%)   | 3.845 (3,7%)   |
| Азијати           | 766 (0,9%)     | 1.330 (1,3%)   |
| Хиспаноамериканци | 18.419 (22,1%) | 32.471 (31,6%) |
| Укупно            | 83.525         | 102.599        |